# تاتسوكي نارا
تاتسوكي نارا (باليابانية: 奈良 竜樹) (مواليد 19 سبتمبر 1993)، هو لاعب كرة قدم ياباني سابق كان يلعب كمدافع.

## وصلات خارجية
- تاتسوكي نارا على موقع رابطة كرة القدم اليابانية للمحترفين (اليابانية)
- تاتسوكي نارا على موقع قاعدة بيانات كرة القدم.إي يو (الإنجليزية)
- تاتسوكي نارا على موقع Soccerway.com (الإنجليزية)
- تاتسوكي نارا على موقع عالم كرة القدم.نت (الإنجليزية)
- تاتسوكي نارا على موقع كووورة